# Brasilianische Nationalbibliothek
Die Brasilianische Nationalbibliothek (portugiesisch Biblioteca Nacional do Brasil, amtlich Fundação Biblioteca Nacional) in Rio de Janeiro ist mit 9 Millionen Medien die größte Bibliothek Lateinamerikas. Im März 2013 wurde der Politikwissenschaftler Renato Lessa in Nachfolge von Galeno Amorim zum Präsidenten der Stiftung Brasilianische Nationalbibliothek durch die Kulturministerin Marta Suplicy ernannt.
Einer der Schätze der Bibliothek ist die Teresa Cristina Maria Collection zur brasilianischen Geschichte mit über 21.000 Fotografien, 2003 aufgenommen in das Weltdokumentenerbe.

## Geschichte
Die Bibliothek des portugiesischen Königshauses zählte bereits über 70.000 Bücher, als sie im Erdbeben von Lissabon 1755 einige Zerstörungen erlitt. Die verbliebenen und aufgestockten Bestände gingen 1808 mit der Flucht des Hofes vor den napoleonischen Invasionen mit in die neue Hauptstadt Rio de Janeiro, in der portugiesischen Kolonie Brasilien. 1810 wurde die Biblioteca Nacional do Brasil eröffnet.
Als das Königshaus im April 1821 nach Portugal zurückkehrte, nahm es nur einen kleinen Teil des Bücherbestandes mit, der seit 1880 als Biblioteca da Ajuda einen eigenen Bestand bildet, heute Teil der Portugiesischen Nationalbibliothek. Der größte Teil verblieb in Rio de Janeiro, das mit der Unabhängigkeit 1822 Hauptstadt des Kaiserreichs Brasilien wurde.
Als Empfänger des brasilianischen Pflichtexemplars und durch Aufnahme anderer Bestände wuchs die Bibliothek seither stetig weiter und ist heute die größte Bibliothek Lateinamerikas.

## Veröffentlichungen
- Anais da Biblioteca Nacional. 1.1876/77 ff. Rio de Janeiro. ISSN 0100-1922. (Online-Ausgaben).

## Weiterführende Literatur
Deutsch
- Franz Obermeier: Das brasilianische Bibliothekswesen: Überblick über die Geschichte des brasilianischen Bibliothekswesens. In: Bibliotheksdienst 39 (2005) H. 11, S. 1411–1437. (PDF; 338 kB).
- Christoph Müller: Zum Stand des Bibliothekswesens in Rio de Janeiro. In: Bibliotheksdienst 41 (2007) H. 4, S. 421–426.